# 里奇蘭鎮區 (愛荷華州富蘭克林縣)
里奇蘭鎮區是美國愛荷華州富蘭克林縣的16個鎮區之一。截至2010年美國人口普查，其人口為219，共99住房。

## 歷史
里奇蘭鎮區於1872年成立。

## 地理
根據2010年美國人口普查，該鎮的總面積為36.64平方英里（94.9平方），其中土地面積36.64平方英里（94.9平方），水域面積為0平方英里（0平方）。